# Vales (El Barco de Valdeorras)
Vales es un lugar situado en la parroquia de San Clemente, del municipio de El Barco de Valdeorras, en la provincia de Orense, Galicia, España.